# Tro-Bro Léon 2024
Il Tro-Bro Léon 2024, quarantesima edizione della corsa, valevole come ventunesima prova dell'UCI ProSeries 2024 categoria 1.Pro e come decimo evento della Coppa di Francia, si svolse il 5 maggio 2024 su un percorso di 203,6 km, con partenza da Plouguin e arrivo a Lannilis, in Francia. La vittoria fu appannaggio del belga Arnaud De Lie, il quale completò il percorso in 4h55'23", alla media di 41,356 km/h, precedendo i francesi Clément Venturini e Pierre Gautherat.
Sul traguardo di Lannilis 85 ciclisti, dei 137 partiti da Le Carpont Plouguin, portarono a termine la competizione.

## Squadre e corridori partecipanti
| N.    | Cod. | Squadra                         |
| ----- | ---- | ------------------------------- |
| 1-8   | LTD  | Lotto Dstny                     |
| 11-16 | DFP  | Team DSM-Firmenich PostNL       |
| 21-28 | ARK  | Arkéa-B&B Hotels                |
| 31-39 | DAT  | Decathlon AG2R La Mondiale Team |
| 41-47 | COF  | Cofidis                         |
| 51-58 | IWA  | Intermarché-Wanty               |
| 61-68 | GFC  | Groupama-FDJ                    |
| 71-78 | IPT  | Israel-Premier Tech             |
| 81-87 | UXM  | Uno-X Mobility                  |
| 91-97 | TEN  | TotalEnergies                   |

| N.      | Cod. | Squadra                    |
| ------- | ---- | -------------------------- |
| 101-109 | Q36  | Q36.5 Pro Cycling Team     |
| 112-119 | BWB  | Bingoal WB                 |
| 121-130 | BBH  | Burgos-BH                  |
| 131-137 | AUB  | St Michel-Mavic-Auber93    |
| 141-147 | CJR  | Caja Rural-Seguros RGA     |
| 151-157 | VRR  | Van Rysel-Roubaix          |
| 161-167 | EKP  | Equipo Kern Pharma         |
| 171-179 | UCN  | CIC U Nantes Atlantique    |
| 181-187 | EUS  | Euskaltel-Euskadi          |
| 191-200 | NMC  | Nice Métropole Côte d'Azur |

## Ordine d'arrivo (Top 10)
| Pos. | Corridore         | Squadra       | Tempo    |
| ---- | ----------------- | ------------- | -------- |
| 1    | Arnaud De Lie     | Lotto         | 4h55'23" |
| 2    | Clément Venturini | Arkéa         | s.t.     |
| 3    | Pierre Gautherat  | Decathlon     | s.t.     |
| 4    | Riley Sheehan     | Israel        | s.t.     |
| 5    | Jonas Abrahamsen  | Uno-X         | s.t.     |
| 6    | Morné Van Niekerk | St Michel     | s.t.     |
| 7    | Luca Mozzato      | Arkéa         | s.t.     |
| 8    | Thomas Gachignard | TotalEnergies | s.t.     |
| 9    | Markus Hoelgaard  | Uno-X         | a 8"     |
| 10   | Tom Van Asbroeck  | Israel        | a 49"    |